# ديفيد باين (رياضي)
ديفيد باين (بالإنجليزية: David Payne)‏ (ولد في 24 جويلية 1982) وهو رياضي قافز على الحواجز أمريكي.

## روابط خارجية
- ديفيد باين على موقع الاتحاد الدولي لألعاب القوى (الإنجليزية)
- ديفيد باين على موقع الاتحاد الأمريكي لسباقات المضمار والميدان (الإنجليزية)
- ديفيد باين على موقع اللجنة الأولمبية الدولية (الإنجليزية)
- ديفيد باين على موقع أوليمبيديا (الإنجليزية)
- ديفيد باين على موقع اللجنة الأولمبية والبارالمبية الأمريكية (الإنجليزية)